# Hällvatten-Räbbvattnet
Hällvatten-Räbbvattnet är en sjö i Strömsunds kommun i Ångermanland och ingår i Ångermanälvens huvudavrinningsområde. Sjön har en area på 0,107 kvadratkilometer och ligger 272,1 meter över havet. Sjön avvattnas av vattendraget Räbbvattenbäcken.

## Delavrinningsområde
Hällvatten-Räbbvattnet ingår i det delavrinningsområde (709162-150883) som SMHI kallar för Mynnar i Nagasjön. Medelhöjden är 338 meter över havet och ytan är 13,41 kvadratkilometer. Det finns inga avrinningsområden uppströms utan avrinningsområdet är högsta punkten. Räbbvattenbäcken som avvattnar avrinningsområdet har biflödesordning 4, vilket innebär att vattnet flödar genom totalt 4 vattendrag innan det når havet efter 171 kilometer. Avrinningsområdet består mestadels av skog (85 procent). Avrinningsområdet har 0,53 kvadratkilometer vattenytor vilket ger det en sjöprocent på 4 procent.